# Miguel Vicente Cebrián y Agustín
Miguel Vicente Cebrián Agustín y Alagón (Zaragoza, 29 de septiembre de 1691 – ib., 30 de mayo de 1752), fue un obispo español. Hijo de los condes de Fuenclara, destacó desde sus primeros estudios, tal como prueban las alabanzas que recibió por escribir un poema heroico a la edad de 13 años. Se doctoró en Filosofía y Jurisprudencia en la Universidad de Zaragoza, tras lo cual pasó a labores eclesiásticas.
El 14 de septiembre de 1720 fue nombrado arcipreste de Santa María en su propia provincia, a la vez que juez sinodal, visitador e inquisidor apostólico de Cataluña en 1726. Recibió el Obispado de Coria el 9 de junio de 1732 y posteriormente el de Córdoba el 24 de septiembre de 1742, donde remodeló en gran medida el palacio episcopal que había sufrido un incendio unos años atrás.
En estas fechas publica un edicto acotando las costumbres durante la Semana Santa, pues a su juicio, se cometían muchos abusos y excesos.
Su cuerpo está enterrado frente al altar de la Virgen del Pilar de la Mezquita-Catedral de Córdoba.

## Obras
- Contra los abusos en procesiones de semana santa y veneración de sus sagradas funciones. 1743
- Carta Pastoral al estado eclesiástico de Córdoba. 1743
- Carta Pastoral "Día cristiano".